# Britisk Somaliland
Britisk Somaliland (engelsk: Somaliland protectorate, somali: 'Dhulka Biritishka ee Soomaali', arabisk: الصومال البريطاني Al-Sumal Al-Britaniy) var navnet på de engelske besiddelser på nordsiden af Afrikas Horn i Østafrika fra Lahadu vest for Zeila til Bandar Ziyada. Arealet udgjorde 176.100 km2 med (1911) 347.000 indbyggere, overvejende muslimske somaliere, arabere og gallaer. Britisk Somaliland blev etableret i 1884 og blev kortvarigt selvstændigt i 1960.

## Landskabet
Landet var gennemskåret af to bjergkæder, som indesluttede Vadi Nogal, der var en dal rig på mineraler og skovprodukter, gennem hvilken gik en stor handelsvej fra Ogaden til kysten.

## Garnisonsbyer
Hovedbyerne var Berbera, Zeila og Bulhar, der alle havde en garnison af indiske polititropper, desuden fandtes byen Karam. Berbera havde en god havn.

## Samhandel
Indførslen beløb sig 1903-1904 til 417.075 £ og udførslen til 344.659 £. Blandt de udførte varer var guld, elfenben og sibet fra Abessinien, safran, gummi, harts, huder, kaffe, strudsefjer m. m. I 1912 beløb indførslen sig til 250.000 £ og bestod væsentlig af ris, tekstil, dadler og sukker, mens udførslen beløb sig til 230.000 £ og bestod af skind, huder, gummi og kvæg.
Mønten var den indiske rupee. Landet spillede en betydelig rolle i den britiske handelsforbindelse til Indien, men dets rolle aftog i takt med, at den franske koloni Djibouti blomstrede op.

## Historie
Bristisk Somaliland blev 1884 besat af englænderne, da Ægypten trak sine tropper bort under Mahdi-oprøret; landet blev først administreret af den indiske regering, men gik 1898 over til det engelske udenrigsministerium og 1905 til kolonialministeriet. Grænserne kom i stand ved overenskomster med Frankrig 1888, Italien 1894 og Abessinien 1897, hvorved sidstnævnte fik den sydvestlige del med Harar.
1899-1904 måtte englænderne føre flere felttog mod en indfødt fyrste, Hadschi Muhammed ben Abdullah (»den gale mullah«), der forsøgte at opkaste sig til selvstændig fyrste og sloges mod både enlændere, italienere og abessinere. Gentagne felttog mod ham specielt 1901-1903 gav trods store anstrengelser ikke noget resultat, men 1904 lykkedes det at drive ham over på italiensk territorium, hvorefter han i 1905 indgik en aftale med italienerne, der tillige regulerede forholdet til briterne. 1910 blev de engelske poster i det indre inddragne og administrationen indskrænket til kystegnene.
Under 2. verdenskrig var britisk Somaliland besat af Italien i august 1940 og blev igen vundet af briterne i marts 1941.
Protektoratet opnåede uafhængighed som staten Somaliland 26. juni 1960, men kun et par dage senere, 1. juli 1960, gik det sammen med italiensk Somaliland for at danne en ny somalisk republik, Somalia.
Efter den Somaliske centralregering kollapsede i 1991, erklærede det tidligere britiske Somaliland sig uafhængig i maj 1991, som Republikken Somaliland.